# اندی رورک
اندی رورک (انگلیسی: Andy Rourke; ۱۷ ژانویهٔ ۱۹۶۴ – ۱۹ مهٔ ۲۰۲۳) موسیقی‌دان و نوازنده اهل بریتانیا بود که بیشتر به عنوان نوازنده گیتار بیس گروه راک اسمیتز شناخته می‌شود.